# Velocità di conduzione dell'impulso nervoso
La velocità di conduzione dell'impulso nervoso è la velocità alla quale un impulso si propaga in un neurone e si misura in m/s (metri al secondo).
La velocità di conduzione dell'impulso nervoso è influenzata da una vasta gamma di fattori, tra cui età, sesso e varie condizioni mediche. In generale può variare da meno di 5 metri al secondo a 120 metri al secondo in relazione al diametro della fibra (se più spessa, il passaggio può essere più veloce) e alla guaina mielinica, che ricoprendo l'assone consente una velocità di conduzione più elevata.

## Velocità di conduzione normale

Fibra amielinica (a sinistra) e fibra mielinica (a destra)

Le fibre nervose dei mammiferi sono state divise per velocità in 3 gruppi:
- A fibre mieliniche somatiche (soma), velocità elevata.
- B fibre mieliniche sottili del sistema nervoso autonomo.
- C fibre amieliniche sottili, conduzione lenta.

In definitiva, le velocità di conduzione sono specifiche per ciascun individuo e dipendono in gran parte dal diametro dell'assone e dal grado di mielinizzazione. La maggior parte degli individui "normali" rientra in intervalli definiti.
Gli impulsi nervosi sono estremamente lenti rispetto alla velocità dell'elettricità, visto che la corrente elettrica può fluire nell'ordine del 50-99% della velocità della luce; ma sono anche molto veloci rispetto alla velocità del flusso sanguigno: alcuni neuroni mielinici conducono fino a 120 m/s (432 km/h).
| Genere | Classificazione Erlanger-Gasser | Diametro | Mielina | Velocità di conduzione | Fibre muscolari associate   |
| ------ | ------------------------------- | -------- | ------- | ---------------------- | --------------------------- |
| α      | Aα                              | 13-20 µm | si      | 80-120 m/s             | Fibre muscolari extrafusali |
| γ      | Aγ                              | 5-8 µm   | si      | 4-24 m/s               | Fibre muscolari intrafusali |

Diversi recettori sensoriali sono innervati da diversi tipi di fibre nervose. I propriocettori sono innervati da fibre sensoriali di tipo Ia, Ib e II, meccanocettori da fibre sensoriali di tipo II e III, e nocicettori e termocettori da fibre sensoriali di tipo III e IV.
| Classificazione di Lloyd-Hunt | Classificazione Erlanger-Gasser | Diametro   | Mielina | Velocità di conduzione | Recettori sensoriali associati                                                                                      |
| ----------------------------- | ------------------------------- | ---------- | ------- | ---------------------- | --- |
| Ia                            | Aα                              | 13-20 µm   | si      | 80-120 m/s             | Propriocettori Terminazioni anulospirali del fuso neuromuscolare                                                    |
| Ib                            | Aα                              | 13-20 µm   | si      | 80-120 m/s             | Organo tendineo del Golgi                                                                                           |
| II                            | Aβ                              | 6-12 µm    | si      | 33-75 m/s              | Terminazioni a fiorami del fuso neuromuscolare Tutti i meccanocettori cutanei                                       |
| III                           | Aδ                              | 1-5 µm     | poca    | 3-30 m/s               | Terminazioni nervose libere del tatto e pressione Nocicettori del tratto neospinotalamico Termorecettori del freddo |
| IV                            | C                               | 0,2-1,5 µm | no      | 0,5-2,0 m/s            | Nocicettori del tratto paleospinotalamico Recettori del calore                                                      |

| Genere              | Classificazione Erlanger-Gasser | Diametro   | Mielina | Velocità di conduzione |
| ------------------- | ------------------------------- | ---------- | ------- | ---------------------- |
| Fibre pregangliari  | B                               | 1-5 µm     | si      | 3-15 m/s               |
| Fibre postgangliari | C                               | 0,2-1,5 µm | no      | 0,5-2,0 m/s            |

Gli impulsi normali nei nervi periferici delle gambe viaggiano a 40-45 m/s e 50-65 m/s nei nervi periferici delle braccia. Le velocità di conduzione normali sono generalizzate per ogni dato nervo e ricadono nell'intervallo di 50-60 m/s.
| Nervo              | Velocità di conduzione |
| ------------------ | ---------------------- |
| Mediano sensoriale | 45-70 m/s              |
| Mediano motorio    | 49-64 m/s              |
| Ulnare sensoriale  | 48-74 m/s              |
| Ulnare motorio     | 49+ m/s                |
| Peroneale motorio  | 44+ m/s                |
| Tibiale motorio    | 41+ m/s                |
| Surale sensoriale  | 46-64 m/s              |

## Deviazioni della velocità di conduzione

### Fattori antropometrici e individuali
La misurazione della conduzione nervosa basale è diversa per tutti e dipende dall'età, dal sesso, dalle temperature e da altri fattori antropometrici quali la dimensione e l'altezza della mano. È importante comprendere l'effetto di questi fattori sulle misurazioni della conduzione nervosa per identificare i risultati anormali. La capacità di prevedere i valori normali nel contesto delle caratteristiche antropometriche di un individuo aumenta la sensibilità e le specificità delle procedure elettrodiagnostiche.

#### Età
I valori normali negli adulti per le velocità di conduzione vengono raggiunti dall'età di 4 anni. Le velocità di conduzione nei neonati e nei bambini tendono ad essere la metà dei valori dell'adulto. Studi sulla conduzione nervosa eseguiti su adulti sani hanno rivelato che l'età è associata negativamente alle misure di ampiezza sensoriale dei nervi mediano, ulnare e surale. Sono state trovate anche associazioni negative tra età e velocità di conduzione nei nervi sensoriali mediani, motori medi e ulnari sensoriali. Invece la velocità di conduzione del nervo surale non è associata all'età. In generale, le velocità di conduzione negli arti superiori diminuisce di circa 1 m/s ogni 10 anni di età.

#### Sesso
L'ampiezza della conduzione nervosa surale è inferiore nelle femmine rispetto ai maschi e la latenza degli impulsi è più lunga nelle femmine, quindi una velocità di conduzione risulta più lenta. Altri nervi non hanno mostrato alcuna differenza di genere.

#### Temperatura
Le velocità di conduzione della maggior parte dei nervi motori e sensoriali sono associate positivamente e linearmente alla temperatura corporea. Le velocità di conduzione nel nervo surale mostrano una correlazione particolarmente forte con la temperatura locale del nervo.

#### Altezza
Le velocità di conduzione nel nervo sensoriali mediano e ulnare sensoriale sono negativamente correlate all'altezza di un individuo, ciò probabilmente spiega il fatto che, tra la maggior parte della popolazione adulta, le velocità di conduzione tra il polso e le dita della mano di un individuo diminuiscono di 0,5 m/s per ogni 2,5 cm di aumento in altezza. Come conseguenza diretta, le latenze impulsive all'interno dei nervi mediano, ulnare e surale aumentano con l'altezza. La correlazione tra altezza e ampiezza degli impulsi nei nervi sensoriali è negativa.

#### Parametri della mano
La circonferenza dell'indice sembra essere negativamente associata alle ampiezze di conduzione nei nervi mediano e ulnare. Inoltre, le persone con rapporti di polso più grandi (diametro anteriore-posteriore: diametro mediale-laterale) hanno una minore latenza del nervo mediano e velocità di conduzione più veloci.

### Condizioni mediche

#### Sclerosi laterale amiotrofica (SLA)
La sclerosi laterale amiotrofica (SLA) nota come "malattia di Lou Gehrig" è una malattia neurodegenerativa progressiva e fatale che colpisce i motoneuroni. Poiché la SLA condivide molti sintomi con altre malattie neurodegenerative, può essere difficile da diagnosticare. Il metodo migliore per stabilire una diagnosi sicura è attraverso la valutazione elettrodiagnostica. Devono essere eseguiti studi sulla conduzione del nervo motorio dei muscoli mediano, ulnare e peroneo, così come studi di conduzione nervosa sensoriale dei nervi ulnare e surale. Nei pazienti con SLA, è stato dimostrato che le latenze motorie distali e il rallentamento della velocità di conduzione sono peggiorati all'aumentare della gravità della debolezza muscolare. Entrambi i sintomi sono coerenti con la degenerazione assonale che si verifica nei pazienti con SLA.

#### Sind̩rome del tunnel carpale̩
La sindrome del tunnel carpale (STC) è una forma di sindrome da compressione nervosa causata dalla compressione del nervo mediano al polso. I sintomi tipici includono intorpidimento, formicolio, bruciore o debolezza nella mano. STC è un'altra condizione in cui è fondamentale il test elettrodiagnostico. Tuttavia, prima di sottoporre il paziente a studi di conduzione nervosa, devono essere eseguiti il test di Tinel e il test di Phalen. Se entrambi i risultati sono negativi, è ̟improbabile che il paziente abbia la STC e non sono necessari ulteriori test.
La sindrome del tunnel carpale si presenta in misura diversa ogni individuo. Le misurazioni della velocità di conduzione nervosa sono fondamentali per determinare il grado di gravità. I livelli di gravità sono classificati in:
- STC lieve: latenze sensoriali prolungate, piccola diminuzione della velocità di conduzione. Nessuna sospetta degenerazione assonale.
- STC moderata: velocità di conduzione sensoriale anormali e velocità di conduzione motoria ridotta. Nessuna sospetta degenerazione assonale.
- STC grave: assenza di risposte sensoriali e latenze motorie prolungate (velocità di conduzione motoria ridotta).
- STC estrema: assenza di risposte sensoriali e motorie.

Una comune misurazione elettrodiagnostica include la differenza tra le velocità di conduzione del nervo sensoriale nel dito mignolo e nell'indice. Nella maggior parte dei casi di STC, i sintomi non si presentano fino a quando la differenza non supera gli 8 m/s.

#### Sindrome di Guillain-Barré
La sindrome di Guillain-Barré (GBS) è una neuropatia periferica che coinvolge la degenerazione della guaina mielinica e/o dei nervi che innervano la testa, il corpo e gli arti. Questa degenerazione è dovuta a una risposta autoimmune tipicamente iniziata da varie infezioni.
Esistono due classificazioni primarie: demielinizzante (danno alle cellule di Schwann) e assonale (danno diretto alla fibra nervosa). Ognuna di queste si divide in ulteriori sottoclassificazioni. In generale la condizione determina debolezza o paralisi degli arti, la paralisi potenzialmente letale dei muscoli respiratori o una combinazione di questi effetti.
La malattia può progredire molto rapidamente una volta presenti i sintomi (un grave danno può verificarsi in meno di un giorno). Gli studi sulla conduzione nervosa sono estremamente importanti poiché l'elettrodiagnosi è uno dei metodi più rapidi e diretti per determinare la presenza della malattia e la sua corretta classificazione. Senza una corretta valutazione elettrodiagnostica, il GBS può essere diagnosticato erroneamente come poliomielite, virus del Nilo occidentale, paralisi da zecca, varie neuropatie tossiche, CIDP, mielite trasversa o paralisi isterica. Per consentire una corretta diagnosi della sindrome di Guillain-Barré dovrebbero essere eseguite due serie di studi sulla conduzione nervosa entro le prime 2 settimane dalla presentazione dei sintomi e di nuovo tra le 3 e le 8 settimane.
I risultati elettrodiagnostici che possono implicare GBS includono:
- Blocchi di conduzione completi
- Onde F anomale o assenti
- Ampiezza del potenziale d'azione muscolare attenuata
- Latenze prolungate nel motoneurone
- Velocità di conduzione severamente rallentate (a volte inferiori a 20 m/s)

#### Sindrome miastenica di Lambert-Eaton
La sindrome miastenica di Lambert-Eaton (LEMS) è una malattia autoimmune in cui gli autoanticorpi sono diretti contro i canali del calcio voltaggio-dipendenti presenti sui terminali del nervo presinaptico. Qui, gli anticorpi inibiscono il rilascio di neurotrasmettitori, causando debolezza muscolare e disfunzioni autonomiche.
Studi di conduzione nervosa condotti sul nervo ulnare e sensoriale, motore mediano e sensoriale, motore tibiale e nervi motori peroneali in pazienti con LEMS hanno dimostrato che la velocità di conduzione attraverso questi nervi è normale. Tuttavia, le ampiezze dei potenziali di azione motoria composta possono essere ridotte fino al 55% e la durata può diminuire fino al 47%.

## Metodi di misurazione

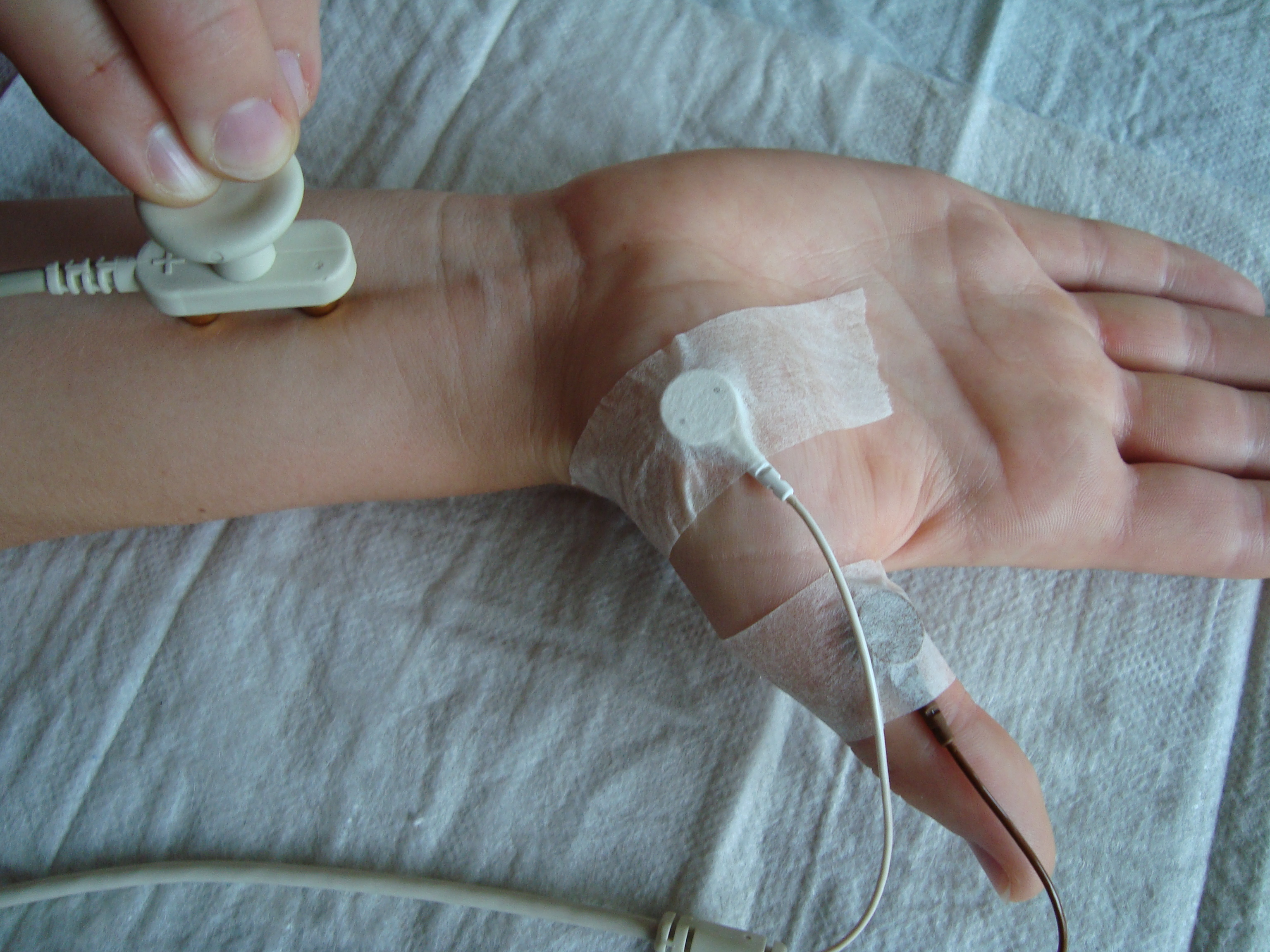
Misurazione della conduzione nervosa

La velocità di conduzione nervosa è solo una delle molte misurazioni comunemente fatte durante le analisi di conduzione nervosa (NCS). Lo scopo di queste analisi è determinare se è presente il danno nervoso e la sua gravità.
Gli studi sulla conduzione nervosa sono eseguiti posizionando due elettrodi sulla pelle del soggetto, sopra il nervo sottoposto a test. Vengono inviati degli impulsi elettrici attraverso uno degli elettrodi per stimolare il nervo. Il secondo elettrodo registra l'impulso inviato lungo il nervo in risposta alla stimolazione. La differenza di tempo tra la stimolazione del primo elettrodo e il quella dell'elettrodo a valle è nota come latenza. Le latenze di conduzione nervosa in genere sono nell'ordine di millisecondi.
La velocità di conduzione non è misurata direttamente: la distanza tra l'elettrodo di stimolazione e di ricezione è divisa per la latenza dell'impulso, il risultato coincide con la velocità di conduzione. Spesso, l'elettromiografia viene eseguita contemporaneamente ad altre procedure NCS, per rilevare il funzionamento corretto dei muscoli in risposta agli stimoli inviati tramite i nervi. L'EMG è il componente più importante nell'elettrodiagnosi delle patologie dei motoneuroni in quanto può portare all'identificazione del coinvolgimento dei motoneuroni prima che si abbiano evidenze cliniche.
Gli elettrodi utilizzati nell'EMG sono attaccati alla pelle tramite sottile strato di gel o pasta per consentire una migliore conduzione tra elettrodo e pelle. Tuttavia, poiché questi elettrodi non perforano la pelle, possono essere presenti impedenze che portano a letture errate, alti livelli di rumore e bassa risoluzione spaziale. Per risolvere questi problemi, sono in fase di sviluppo nuovi dispositivi, come gli array di elettrodi tridimensionali. Si tratta di dispositivi MEMS costituiti da matrici di metalliche in grado di penetrare negli strati esterni della pelle, riducendo così l'impedenza. Gli elettrodi possiedono circa 1/10 delle dimensioni degli elettrodi standard. Le loro matrici possono coprire aree di qualsiasi dimensione, hanno impedenza ridotta, migliore potenza e ampiezza del segnale, e consentono un migliore monitoraggio degli impulsi nervosi in tempo reale.